# Lindisfarne
Lindisfarne — британський фолк-рок гурт, утворений 1966 року у Ньюкаслі. Спершу гурт називався Downtown Faction та Brethren. До першого складу гурту ввійшли: Алан Халл (Alan Hull), 20.02.1945, Ньюкасл, Велика Британія — 19.11.1995 — вокал, гітара, фортепіано; Рей Джексон (Ray Jackson), 12.12.1948, Волсенд, Велика Британія — вокал, гармоніка, мандоліна; Саймон Kay (Simon Cowe), 1.04.1948, Джесмонд Дін, Велика Британія — гітара; Род Клементс (Rod Clements), 17.11.1947, Норт Шілдс, Велика Британія — бас, скрипка та Рей Лейдлоу (Ray Laidlaw), 28.05.1948, Норт Шілдс, Велика Британія — ударні.
Взявши собі остаточно назву Lindisfarne, гурт 1969 року записав дебютний альбом «Nicely Out Of Tune», що був динамічною сумішшю фолк-року та повних оптимізму гармоній і який досі залишається найкращим виданням формації (до нього, наприклад, увійшов сумний, з глибоким текстом твір «Lady Eleanor»). Проте популярність гурту різко зросла після появи наступного лонгплея «Fog On The Тупе», з якого походив сингл «Meet Me On The Corner», що 1972 року піднявся до британського Тор 5. Одразу по його слідах пішов і перевиданий «Lady Eleanor». Продюсував «Fog On The Тупе» Боб Джонсон, однак попри те, що гурт продовжив з ним співпрацю і над третім альбомом «Dingly Dell», музиканти виявилися незадоволеними остаточним звучанням і самі переробили матеріал майже перед виходом платівки. Однак результат їх зусиль приніс їм як артистичне, так і комерційне розчарування. До того ж під час невдалого турне Америкою справа дійшла до непорозумінь та взаємних образ.
1973 року Лейдлоу, Кау та Клементс залишили Lindisfarne, щоб утворити новий гурт Jack The Lad. На їх місця Халл та Джексон запросили Кенні Креддока (Kenny Craddock) — клавішні, гітара; Чарлі Харкаерта (Charlie Harcourt) — гітара; Томмі Даффі (Tommy Duffy) — бас та Пола Ніколса (Paul Nichols) — ударні. Але, як з'ясувалося, новому складу бракувало привабливості попереднього.
Творча активність гурту почала спадати разом з початком паралельно сольної кар'єри Халла і, попри те, що 1974 року Lindisfarne записали дещо оптимістичний альбом «Happy Daze», наступного року гурт припинив свою діяльність. Проте перерва у діяльності виявилась тимчасовою. 1978 року гурт несподівано було відроджено в оригінальному складі. Музиканти уклали угоду з фірмою «Mercury» і того ж 1978 року потрапили до британського Тор 10 разом з твором «Run For Home». Але чергові пропозиції гурту не змогли повторити цей успіх. Подальша діяльність гурту так і не принесла нового визнання, поки у листопаді 1990 року Lindisfarne у дивній співпраці з футбольною зіркою Полом Гаскойном не повернулися до британського чарту з новою версією твору «Fog On The Tyne», яка піднялась до другого місця.
Попри те, що у дев'яностих роках гурт рідко з'являвся на топ-аркушах, він все ж мав чималу популярність, особливо у Північній Англії, де виступав на щорічних різдвяних концертах. Кар'єра гурту остаточно завершилась, коли 19 листопада 1995 року помер її безперечний лідер Алан Халл.

## Дискографія
- 1969: Nicely Out Of Tune
- 1970: Fog On The Тупе
- 1972: Dingly Dell
- 1973: Uve
- 1974: Roll On Ruby
- 1974: Happy Daze
- 1974: Take Off Your Head
- 1975: The Finest Hour Of Lindisfarne
- 1978: Back & Fourth
- 1978: Magic On The Air
- 1979: The News
- 1981: The Singles Album
- 1982: Sleepless Nights
- 1984: Lindisfarntastic Volume 1
- 1984: Lindisfarntastic Volume 2
- 1986: Dance Your Life Away
- 1987: C'mon Everybody
- 1987: Lady Eleanor
- 1988: The Peel Sessions
- 1989: Amigos
- 1992: Caught In The Act
- 1992: Burned Treasures Volumes 1 & 2
- 1993: Elvis Lives On The Moon
- 1993: Live
- 1994: Lindisfarne On Tap — A Barrel Of Hits
- 1996: Another Fine Mess (Live 1995)
- 1997: City Songs (Compilation of BBC sessions)
- 1997: Untapped & Acoustic
- 1997: The Cropredy Concert (Live 1994)
- 1997: Blues From The Bothy (EP)
- 1998: We Can Swing Together (The BBC Concerts 1971)
- 1998: Dealers Choice (Mark II Band in Concert 1973 & in Session 1974)
- 1998: Here Comes the Neighborhood (September 1998)
- 1999: Live At The Cambridge Folk Festival (Live recordings from 1982 & 1986)
- 2000: BT3 — Rare & Unreleased 1969-2000 (2000)
- 2002: Promenade (2002)
- 2002: Acoustic (2002 Live)
- 2003: Time Gentlemen Please (2003 Live)
- 2004: Acoustic 2 (2004 Live)
- 2004: The River Sessions (Live at Glasgow Apollo 1982)

### Алан Халл
- 1973: Pipedream
- 1975: Squire
- 1977: Isn't It Strange? (з власною групою Radiator)
- 1979: Phantoms
- 1983: On The Other Side

### Рей Джексон
- 1980: In The Night

### Род Клементс
- 1988: Laundrette (разом з Бертом Дженшом)

### Jack The Lad
- 1974: It's Jack The Lad — With Some Elements From A Certain Old One
- 1974: The Old Straight Track
- 1975: Rough Diamond
- 1976: Jackpot